# Giorgio Galipò
Giorgio Galipò (Messina, 30 novembre 1999) è un cestista italiano.

## Carriera
Cresciuto nelle giovanili dell’Orlandina Basket, vanta 6 presenze in Lega A e 4 in BCL, risultando il primo orlandino ad esordire in una manifestazione europea. In prestito alla Juvecaserta in B1 nell'agosto del 2018, il 25 febbraio 2019 si trasferisce alla Pallacanestro Vicenza.